# Österö, Vörå
Österö är en ö och bydel som tillhör Vörå kommun i Österbotten.
Området är beläget öster om Västerö med vilken den är sammanväxt. På öns östra sida finns en fiskehamn, vilken ligger cirka 30 kilometer från Maxmo centrum och är den yttersta skärgårdspunkt i kommunen man kan ta sig till med bil landvägen.